# Mary Katherine Goddard
Mary Katherine Goddard, född 16 juni 1738, död 12 augusti 1816, var en amerikansk tryckare. Hon var postmästare för Baltimore Post Office från 1775 till 1789. Hon var den andra tryckaren i USA att trycka USA:s självständighetsförklaring: hennes kopia, 'Goddard Broadside', beställdes av kongressen 1777 och var den första att inkludera namnen för samtliga undertecknare. Hon inkluderades år 1998 i Maryland Women's Hall of Fame.